# Guillermo Jiménez Sánchez
Guillermo Jesús Jiménez Sánchez (Almadén, Ciudad Real, 24 de diciembre de 1940) es un jurista español, que de 1998 a 2011 fue magistrado del Tribunal Constitucional, y entre 2004 hasta el final de su mandato, vicepresidente del mismo. Dentro del Tribunal se le consideró miembro del denominado sector conservador.

## Biografía
Su formación como jurista es académica. Obtuvo el doctorado en Derecho por la Universidad de Bolonia en 1965 y es un experto en materia de Derecho Mercantil. fue profesor del Instituto Universitario de Ciencias de la Empresa y en el Instituto de Estudios Sociales de la Universidad de Sevilla, antes de obtener la cátedra de Derecho Mercantil en la misma, donde ha ocupado el puesto de secretario general, Rector y Vicerrector. También fue Rector de la Universidad Hispanoamericana de Santa María de La Rábida.
Su origen académico y su especialización en el ámbito mercantil del derecho, le sirvió en especial para ser el ponente de la Ponencia Especial constituida en la Comisión General de Codificación para elaborar de un anteproyecto de Ley Concursal en 1996.
Es, también, destacado miembro de la Real Academia Sevillana de Legislación y Jurisprudencia, académico correspondiente de las Real Academia de Jurisprudencia y Legislación de Granada y de la Real Academia de Bellas Letras y Nobles Artes de Córdoba. A la vez, ostenta la condecoración de la Cruz de Honor de la Orden de San Raimundo de Peñafort.
En abril de 2010 fue nombrado ponente del recurso de inconstitucionalidad presentado por el Partido Popular contra el Estatuto de Autonomía de Cataluña, relevando en la ponencia a la magistrada Elisa Pérez Vera, que tras cinco intentos no obtuvo un apoyo a su ponencia.

| Predecesor: Tomás Vives Antón | Vicepresidente del Tribunal Constitucional 2004- 2010 | Sucesor: Eugenio Gay Montalvo |